# Фролов Сергій Володимирович
Фролов Сергій Володимирович (нар. 1 липня 1959, с. Ігорівка, Сумська область) — український композитор, музикознавець.

## Біографія
Народився 1 липня 1959 року в селі Ігорівка Буринського району Сумської області.
Закінчив Сумське музичне училище [Архівовано 6 лютого 2018 у Wayback Machine.], курси підвищення кваліфікації при Міністерстві культури УРСР, музично-педагогічний факультет Сумського педінституту імені А. С. Макаренко, навчався в теоретичній аспірантурі БГІКіІ [Архівовано 25 січня 2018 у Wayback Machine.] (науковий керівник — доктор філософських наук, професор РГПУ їм. А. І. Герцена А. С. Клюєв).
Трудову діяльність розпочав у 15-ти річному віці в установах культури.
- 1989 — концертмейстер, артист оркестру Державного ансамблю пісні і танцю Комі АРСР «Асъя Кыа»
- 1993 — концертмейстер ансамблю пісні і танцю «Візерунок», (м.Харків)
- 1994—2004 — концертмейстер, артист професійного ансамблю пісні і танцю «Завалинка», (місто Старий Оскол, Бєлгородської області)
- 2009—2010 — викладач, концертмейстер Бєлгородського інституту культури і мистецтв
- 2006 — член Національного Союзу композиторів України [Архівовано 17 травня 2014 у Wayback Machine.], член громадської організації Міжнародний союз композиторів XXI століття, (м. Москва).

З 1982 року написав близько 230 творів різних жанрів — пісні, інструментальні твори для баяна, оркестру народних інструментів.
В даний час проживає в Білгородській області.

## Список основних творів
- 1994 — «Інтермеццо» — конкурсна п'єса міжнародного композиторського конкурсу, присвяченого 75-річчя оркестру ім. Н.Осипова для оркестру російських народних інструментів (Москва).
- 1998 — пісенний цикл «Різдвяна казка» на вірші поетів срібного століття
- 1999 — пісенний цикл «Подорожній» на вірші Р. Горевича
- 2001 — пісенний цикл «Птахи Росії» на вірші В. Щиголєва
- 2002 — Концерт для баяна з оркестром
- 2004 — кантата «Плач Ярославни в Путивлі»

Автор низки публікацій з питань баянного виконавства, учасник міжнародних конференцій. У 2012 році видав навчальний посібник «Формування аккомпаніаторських навичок баяніста», (ВВП «Мрія-I») у місті Суми, під редакцією професора Національної музичної академії України ім. П. І. Чайковського, доктора мистецтвознавства Н. А. Давидова.
- 2015 рік — видав збірник вокальних творів «У моєї матері», під редакцією заслуженого діяча мистецтв України, професора Сумського державного педагогічного університету ім. А. С. Макаренко І. П. Заболотного.

У 2017 році видав збірник інструментальних п'єс.
Найбільш відомі твори: — «У моєї матері» [Архівовано 16 березня 2016 у Wayback Machine.] — на вірші Ст. Щиголева, «Пам'яті померлих» — на вірші Р. Горевича, «Верба» [Архівовано 17 березня 2016 у Wayback Machine.] — на вірші Н.Карпеко, «Рідна Бєлгородчина» — на вірші В.Молчанова, інші.

## Дискографія
- 2002 — «Так буде мирний їх спокій» [Архівовано 5 серпня 2016 у Wayback Machine.], із пісенного циклу «Подорожній» — подвійний альбом хору «Благозвонница» Патріаршого подвір'я [Архівовано 4 березня 2016 у Wayback Machine.] Заіконоспаського монастиря, художній керівник і регент — Ієромонах Петро, хормейстр — заслужений артист Росії Є. Коротєєв (м. Москва), хору подвір'я Городоцького Свято-Миколаївського жіночого монастиря (м. Рівне.)
- 2005—2012 рр. — окремі пісні і хори у виконанні ансамблю пісні і танцю «Завалинка», ансамблю пісні і танцю асоціації «Промагро» (м. Старий Оскол).